# Hilarographa
Hilarographa là một chi bướm đêm thuộc họ Tortricidae.

## Các loài
- Hilarographa bellica  Meyrick, 1912
- Hilarographa bryonota  Meyrick, 1921
- Hilarographa dulcisana  Walker, 1863
- Hilarographa eriglypta  Meyrick, 1921
- Hilarographa euphronica  Meyrick, 1920
- Hilarographa hexapeda  Meyrick, 1913
- Hilarographa methystis  Meyrick, 1921
- Hilarographa orthochrysa  Meyrick, 1932
- Hilarographa plectanodes  Meyrick, 1921
- Hilarographa plurimana  Walker, 1863
- Hilarographa quinquestrigana  Walker, 1866
- Hilarographa refluxana  Walker, 1863
- Hilarographa ribbei  Zeller, 1877
- Hilarographa swederiana  Stoll, in Cramer, 1791
- Hilarographa thaliarcha  Meyrick, 1920
- Hilarographa xanthotoxa  Meyrick, 1920